# Anomaloppia ozkani
Anomaloppia ozkani är en kvalsterart som beskrevs av Nusret Ayyildiz 1989. Anomaloppia ozkani ingår i släktet Anomaloppia och familjen Oppiidae. Inga underarter finns listade i Catalogue of Life.